# Edward Szostak
Edward Szostak (Cracóvia, 12 de setembro de 1911 - Cracóvia, 10 de outubro de 1990) é um ex-basquetebolista polonês que integrou a seleção polonesa que competiu nos VI Jogos Olímpicos de Verão realizados em Berlim em 1936.